# گاستون گودل
گاستون گودل (انگلیسی: Gaston Godel; ۱۹ august ۱۹۱۴ – ۱۷ فوریه ۲۰۰۴ (۸۹ ساله)) ورزشکار دو و میدانی اهل سوئیس بود.
وی در مسابقات کشوری و بین‌المللی در مجموع برندهٔ ۱ مدال نقره شده‌است.